# Avalagurki, Chik Ballapur
Avalagurki là một làng thuộc tehsil Chik Ballapur, huyện Kolar, bang Karnataka, Ấn Độ.